# Malé Babice
Malé Babice nazývané též Chaloupky je základní sídelní jednotka obce Babice vzniklá na konci 18. století parcelací vrchnostenské půdy při Raabově pozemkové reformě. Vesnice leží při silnici ze Zvíkova do Barchova.